# Ben Sandford
Ben Sandford (* 12. März 1979 in Rotorua) ist ein neuseeländischer Skeletonpilot.
Ben Sandford debütierte im November 2002 bei einem Rennen im America’s Cup in Lake Placid, wo er 18. wurde. Im Dezember trat er in Winterberg erstmals im Skeleton-Europacup an und wurde Neunter. In der folgenden Saison gab er als 12. sein Debüt im Skeleton-Weltcup in Calgary. 2004 nahm er in Königssee erstmals an Skeleton-Weltmeisterschaften teil, wo er 21. wurde. Im November 2004 gewann er in Calgary erstmals ein Rennen des America’s Cup. Im Dezember wurde er in einem Europacuprennen in Königssee zudem Dritter. Seit der Saison 2005/06 trat Sandford vor allem im Weltcup an und erreichte im November 2005 in Calgary auch erstmals als Siebter einen Platz unter den besten Zehn. Bei den Olympischen Spielen 2006 in Turin wurde er Zehnter. In der Saison 2007/08 kam Sandford mit Platz vier in Winterberg erstmals in Podestnähe bei einem Weltcuprennen. Bei der Weltmeisterschaft landete er auf Rang 13. Bei den Olympischen Spielen 2010 in Vancouver wurde er Elfter. Sein bislang größter Erfolg gelang ihm in der Saison 2010/11, als er beim Weltcup in St. Moritz Rang drei erreichte und damit erstmals auf dem Podium stand. Bei der Weltmeisterschaft 2011 in Königssee wurde er Zwölfter. Ein Jahr später gewann er bei der Weltmeisterschaft 2012 in Lake Placid die Bronzemedaille.
Bens Onkel Bruce Sandford war 1992 Skeleton-Weltmeister.